# Alphonsea hortensis
Alphonsea horticultura é uma espécie de planta na família Annonaceae. É oriunda do Sri Lanka. A planta está extinta na natureza, e actualmente só pode ser encontrada no Real Jardim Botânico Peradeniya.